# Arthurstown
Arthurstown är en ort i republiken Irland. Den ligger i grevskapet Loch Garman och provinsen Leinster, i den sydöstra delen av landet vid floden Suirs mynning i en vik. Arthurstown ligger 35 meter över havet och antalet invånare är 135.
Terrängen runt Arthurstown är platt. En vik av havet är nära Arthurstown söderut. Trakten runt Arthurstown består i huvudsak av gräsmarker och jordbruksmark.